# Carrie Jones
Carrie Jones (nasceu em [[1982]] em Fairfield, Illinois) é uma cantora americana que participou do reality show chamado The Pussycat Dolls Present: Girlicious. Recentemente assinou um contrato com a Interscope Records para produzir um álbum solo.

## Vida Pessoal
Carrie começou cantando em sua igreja com sua linda voz. Com apenas com 3 anos de idade, passou a ter aulas de piano. Atualmente está namorando.

## The Pussycat Dolls Present: Girlicious
Carrie foi chamada pelo diretor de elenco e fez audições para entrar no programa The Pussycat Dolls Present: Girlicious. Disputou uma vaga para entrar em Girlicious com vários outros talentos femininos como Alexis Pelekanos, Cassandra Porter, Charlotte Benesch, Charlye Nichols, Chrystina Sayers, Ilisa Juried, Jamie Ruiz, Jenna Artzer, Keisha Henry, Kristin Vlaze, Megan Dupre, Natalie Mejia, Nichole Cordova e Tiffanie Anderson.
Era conhecida por nunca desapontar os jurados e quase sempre começar as performances. Foi eliminada por passar um tempo sem se integrar com os outros componentes do grupo. Portanto, Robin Antin achou melhor que ela seguisse carreira solo, pois acreditava que Carrie possuía todo o talento do mundo, só que seria melhor ela seguir carreira solo do que ser uma integrante do grupo, já que chamava atenção pela sua excelente voz, podendo chegar a ofuscar as participantes do grupo. Depois da eliminação, Carrie resolveu seguir o conselho de Robin e começou a investir em sua carreira, já que ganhou a oportunidade de lançar um álbum solo graças ao reality show.

### Performances
Carrie foi muito elogiada pelos jurados pelas suas ótimas performances no programa The Pussycat Dolls Present: Girlicious. Apresentou diversos clássicos como "My Lovin' (You're Never Gonna Get It)", "Tearin' Up My Heart", "Girls Just Wanna Have Fun", "Dim All The Lights", "Piece Of My Heart", "Flashdance... What A Feeling" e "Sway".
| Episódio                 | Música                                           |
| ------------------------ | ------------------------------------------------ |
| Let's Get Girlicious (1) | My Lovin' (You're Never Gonna Get It) - En Vogue |
| Confidence (2)           | Tearin' Up My Heart - *NSYNC                     |
| Charisma (3)             | Girls Just Wanna Have Fun - Cyndi Lauper         |
| Style (4)                | Dim All The Lights - Donna Summer                |
| Sexiness (5)             | Piece Of My Heart - Janis Joplin                 |
| Vocal Expression (6)     | Flashdance... What a Feeling - Irene Cara        |
| Star Quality (8)         | Sway - Pussycat Dolls                            |